# 大牟
大牟，汉朝时代西南夷的部落。
王莽天凤六年（19年），新朝的更始将军廉丹攻打益州郡（治今云南省晋宁县）的句町国，不能取胜。益州郡夷人栋蚕部落、若豆部落等起兵，击杀郡守。越巂郡（治今四川省西昌市）夷人大牟也叛变新朝，屠杀官吏平民，并侵占他们的财产。汉明帝永平元年（58年）四月丁酉，益州发兵攻打姑复蛮夷大牟替灭陵，斩首传诣雒阳。